# Den livgivande Treenighetens kyrka, Tetiusji
Den livgivande Treenighetens kyrka (ryska: Церковь Троицы Живоначальной; translitteration: Tserkov Troitsi Shivonachalnoij; kyrkslaviska: Це́рковь Тро́ицы Живонача́льной) är en rysk-ortodox kyrkobyggnad belägen vid Sverdlova-gatan 4, i staden Tetiusji i delrepubliken Tatarstan, i den östliga delen av europeiska Ryssland.
Kyrkan är helgad åt Treenigheten och tillhör det rysk-ortodoxa stiftet Kazans stift.

## Historik

### Byggandet
Den livgivande Treenighetens kyrka i Tetiusji började att byggas år 1773 och stod klar 1777. Den uppfördes på bekostnad av A.V. Strakhov.

### Renoveringar
Kyrkan har renoverats och byggts om flera gånger:
- Den första ägde rum mellan 1828 och 1832 som utfördes enligt ett förslag av arkitekt Pjotr Grigorjevitj Pjatnitskij.[1][2]
- Den andra ägde rum 1877 på bekostnad av de köpmännen Pavel Vasiljevitj Serebrjakov och Aleksandr Michailovitj Kolsanov.[1][2]
- 1896 uppfördes ett nytt klocktorn.[1][2]

### Sovjetttiden
På 1930-talet stängdes kyrkan ned av de sovjetiska myndigheterna, vilket ledde till att kupolerna, klocktornet, staketet runt kyrkan och altaret förstördes.
1989 lämnades kyrkan tillbaka till de troende. Mellan samma år och 1990 renoverades kyrkan, då den fick ett nytt klocktorn, nytt altare. Den 30 september 1990 återinvigdes kyrkan.

## Bilder

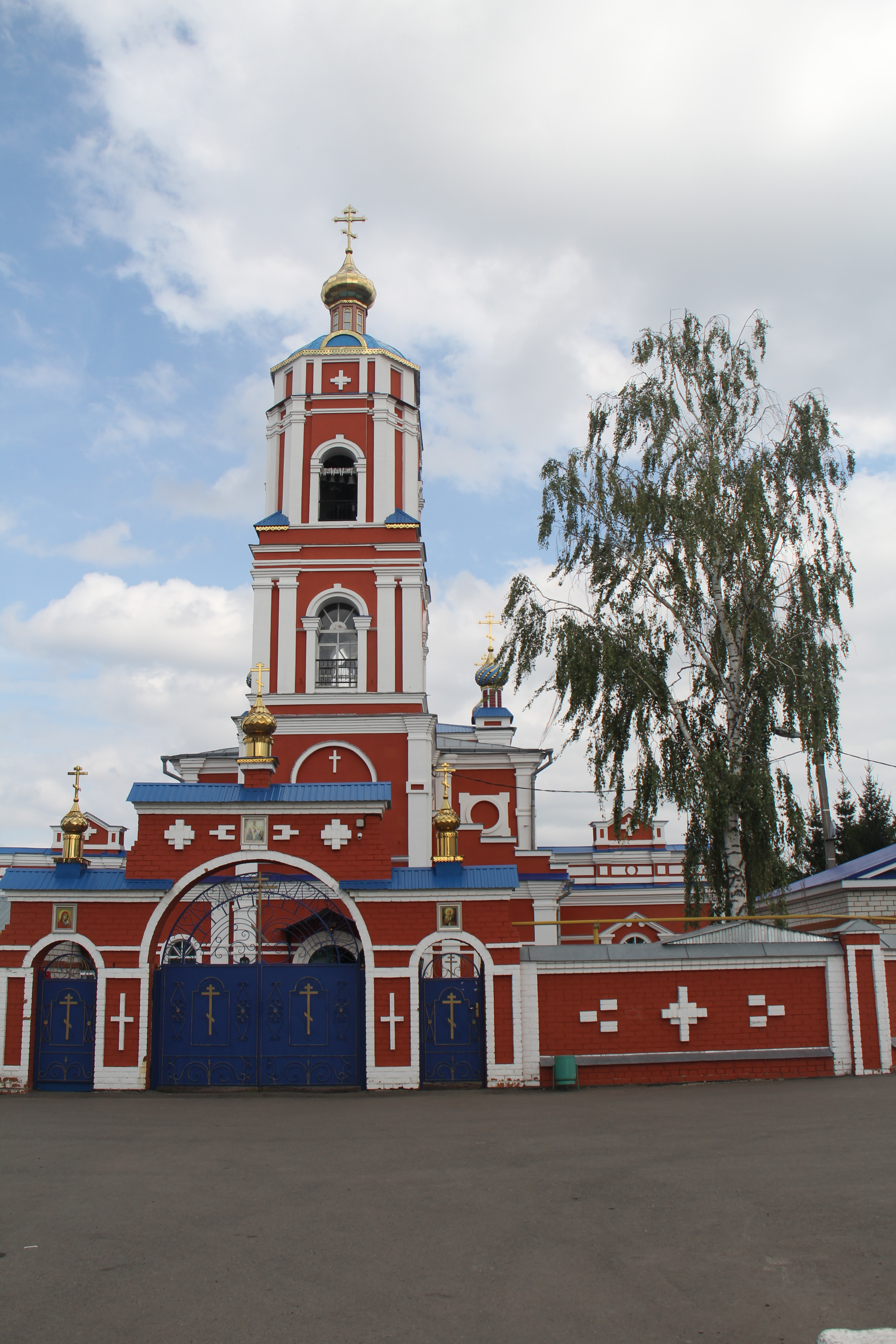
Närbild på klocktornet.